# Suliła
Suliła (759 m n.p.m.) – szczyt w północno-zachodniej części Bieszczadów Zachodnich. Położony jest na północ od Wysokiego Działu, oddzielony od niego przełęczą (609 m n.p.m.). Na zachód z wierzchołka odbiega grzbiet, łagodnie opadając ku dolinie Osławy. Wschodnie oraz północne stoki, w przeciwieństwie do zachodnich i południowych, są porośnięte lasem. Przez szczyt przebiega  niebieski pieszy szlak turystyczny Sanok – Chryszczata.